# Чермой (аул)
Чермой (чечен. Чермо) — чеченский аул, разрушенный во времена Кавказской войны.

## География
Был расположен на левом берегу реки Хул-Хулау, на склоне горы Чермойн лам, к западу от поселения Харачой.
Ближайшие аулы: на северо-западе аул Элистанжи, на юго-западе аул Зиверхи, на востоке Харачой.

## История
Аул был разрушен во времена Кавказской войны при экспедиции в Чечню. Задолго до этого, из-за роста количества обитателей и трудных условий жизни на горе, жители основали селение Махкеты и постепенно переселялись на новое место. Аул еще значится на карте Закавказского края составленной из материалов генерального штаба отдельного кавказского корпуса в 1834 году. На 1840 год аул упомянут как разрушенный.

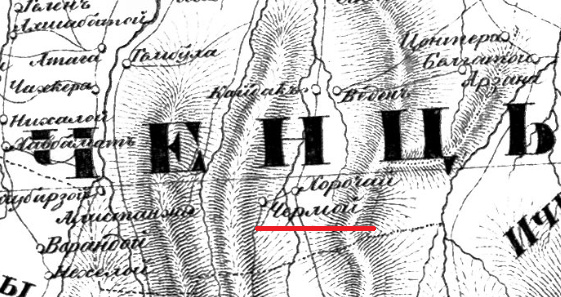
Аул Чермой на карте